# Рорбах, Келли
Ке́лли Ро́рбах (англ. Kelly Rohrbach, род. 21 января 1990, Нью-Йорк, США) — американская модель и актриса.

## Ранние годы
Келли Рорбах родилась в Нью-Йорке в семье крупного банкира. Выросла в городе Гринвич, Коннектикут.
Училась в частной школе для девочек Greenwich Academy, где также дополнительно посещала занятия по гольфу. Получила спортивную стипендию на обучение в Джорджтаунском университете и возможность играть в женской сборной по гольфу. Окончив в 2012 году университет по специальности «театральное искусство», Келли поступила в Лондонскую академию музыкального и драматического искусства.
У Келли две сестры и два брата.
В свободное время занимается гольфом, йогой и пешим туризмом.

## Карьера
Актёрская карьера Рорбах началась с эпизодических ролей в сериалах «Два с половиной человека», «Новая норма», «Риццоли и Айлс».
В 2015 году, спустя два года после начала работы в Голливуде, Рорбах дебютировала в качестве модели. Её первой профессиональной съёмкой стала фотосессия для спортивного журнала Sports Illustrated Swimsuit Issue. В том же году Рорбах получила престижное звание «Новичок года», которым редакция журнала традиционно удостаивает самую яркую модель года.
Рорбах работала с такими фотографами, как Гай Арош, Себастьян Ким, Джеймс Макари, Дэвид Лашапель, Дин Исидро и Памела Хансон для международных изданий Harper’s Bazaar, Glamour, Grazia и SELF.
Она также появлялась на обложках Vogue, V magazine, GQ, Cosmopolitan, Galore, Jalouse, S Moda и Elle. Кроме того, Рорбах снималась в рекламных кампаниях Calzedonia, GAP, Dannijo и Old Navy.
В 2017 году сыграла главную роль в комедийном фильме режиссёра Сета Гордона «Спасатели Малибу», основанном на одноимённом сериале 1989 года.
В октябре 2019 года в российский прокат выйдет романтическая комедия Вуди Аллена «Дождливый день в Нью-Йорке» при участии Келли.

## Личная жизнь
Около девяти месяцев встречалась с актёром Леонардо Ди Каприо. В январе 2016 года стало известно о разрыве их отношений.
В 2017 году Рорбах начала встречаться с Стюартом Уолтон — внуком основателя Walmart. В середине июня 2019 года стало известно, что пара тайно поженилась во Флориде.

## Фильмография
| Год       |     | Русское название           | Оригинальное название   | Роль                          |
| --------- | --- | -------------------------- | ----------------------- | ----------------------------- |
| 2013      | с   | Новая норма                | The New Normal          | Эмбер                         |
| 2013      | с   | Два с половиной человека   | Two and a Half Men      | Эмбер                         |
| 2013—2014 | с   | Риццоли и Айлс             | Rizzoli & Isles         | офицер Шарлотт «Чарли» Хансен |
| 2013—2015 | с   | —                          | The PET Squad Files     | Джейн Данкан                  |
| 2014      | с   | Раш                        | Rush                    | молодая Хотти                 |
| 2014      | тф  | —                          | Love is Relative        | Эмили                         |
| 2015      | ф   | —                          | Wilt                    | Беатрис                       |
| 2015      | с   | Бездельник                 | Deadbeat                | Бет                           |
| 2015      | кор | —                          | My Last Film            | Эшли                          |
| 2015—2017 | с   | —                          | Love Advent             | в роли самой себя             |
| 2016      | с   | Брод Сити                  | Broad City              | Элис Акерман                  |
| 2016      | ф   | Светская жизнь             | Café Society            | женщина                       |
| 2017      | ф   | Спасатели Малибу           | Baywatch                | Си Джей Паркер                |
| 2017      | с   | Энджи Трайбека             | Angie Tribeca           | Лора Эшли                     |
| 2019      | с   | Йеллоустон                 | Yellowstone             | Кэссиди Рид                   |
| 2019      | ф   | Дождливый день в Нью-Йорке | A Rainy Day in New York | Терри                         |